# مگان موسنیکی
مگان موسنیکی (انگلیسی: Meghan Musnicki؛ زادهٔ ۵ فوریه ۱۹۸۳) یک قایقران روئینگ اهل ایالات متحده آمریکا است.
وی در مسابقات کشوری و بین‌المللی در مجموع برندهٔ ۷ مدال طلا شده‌است.